# Speocera jacquemarti
Speocera jacquemarti là một loài nhện trong họ Ochyroceratidae. De soort komt voor op de Galapagoseilanden.